# Wapen van Koudekerk aan den Rijn

Wapen van Koudekerk aan den Rijn

Het wapen van Koudekerk aan den Rijn werd op 12 september 1940 bij besluit van de Hoge Raad van Adel aan de Zuid-Hollandse gemeente Koudekerk aan den Rijn verleend. De gemeente is op 1 januari 1991 opgegaan in de gemeente Rijnwoude (toen nog Rijneveld genaamd). Het wapen van Koudekerk aan den Rijn is daardoor komen te vervallen. Een adelaar uit het wapen kwam terug in het Wapen van Rijnwoude. Sinds 1 januari 2014 valt het gebied onder de gemeente Alphen aan den Rijn. In het wapen van Alphen aan den Rijn zijn geen elementen uit het wapen van Koudekerk aan den Rijn opgenomen.

## Blazoenering
De blazoenering van het wapen luidde als volgt:
In azuur een gouden dwarsbalk, vergezeld van 3 zilveren adelaars, 2 van boven en 1 van onderen. Het schild gedekt met een gouden kroon van 3 bladeren en 2 paarlen.
De heraldische kleuren zijn azuur (blauw), goud (geel) en zilver (wit). Het schild is gedekt met een gravenkroon.

## Geschiedenis
Het wapen is ontleend aan het wapen van de heren van Poelgeest, van 1200 tot ongeveer 1700 bezitters van de hoge en vrije heerlijkheid Koudekerk. Bronnen uit de achttiende en negentiende eeuw geven echter een ander wapen voor deze heerlijkheid: op een zilveren schild een klimmende leeuw, doorsneden door een zwarte band, met voor de leeuw 4 en achter de leeuw 2 zwarte blokjes. "Dit wapen is uit den huize van Teylingen van Tol voortgesproten". In de Nederlandsche Stad- en Dorpbeschrijver is de leeuw omgewend getekend.

## Verwant wapen

Het wapen van Rijnwoude